# Achrysocharoides clypeatus
Achrysocharoides clypeatus is een vliesvleugelig insect uit de familie Eulophidae. De wetenschappelijke naam is voor het eerst geldig gepubliceerd in 1962 door Miller.